# Революціонний
Революціо́нний (рос. Революционный) — селище у складі Первомайського району Оренбурзької області, Росія.

## Населення
Населення — 665 осіб (2010; 890 у 2002).
Національний склад (станом на 2002 рік):
- росіяни — 67 %